# Zazen Kesh
Zazen Kesh (persiska: ززن کش) är en ort i Iran.   Den ligger i provinsen Östazarbaijan, i den nordvästra delen av landet, 400 km nordväst om huvudstaden Teheran. Zazen Kesh ligger 1 792 meter över havet och antalet invånare är 318.
Terrängen runt Zazen Kesh är huvudsakligen kuperad, men norrut är den bergig. Runt Zazen Kesh är det ganska glesbefolkat, med 40 invånare per kvadratkilometer. Närmaste större samhälle är Tark, 6,2 km söder om Zazen Kesh. Trakten runt Zazen Kesh består i huvudsak av gräsmarker.